# Piet Oudolf

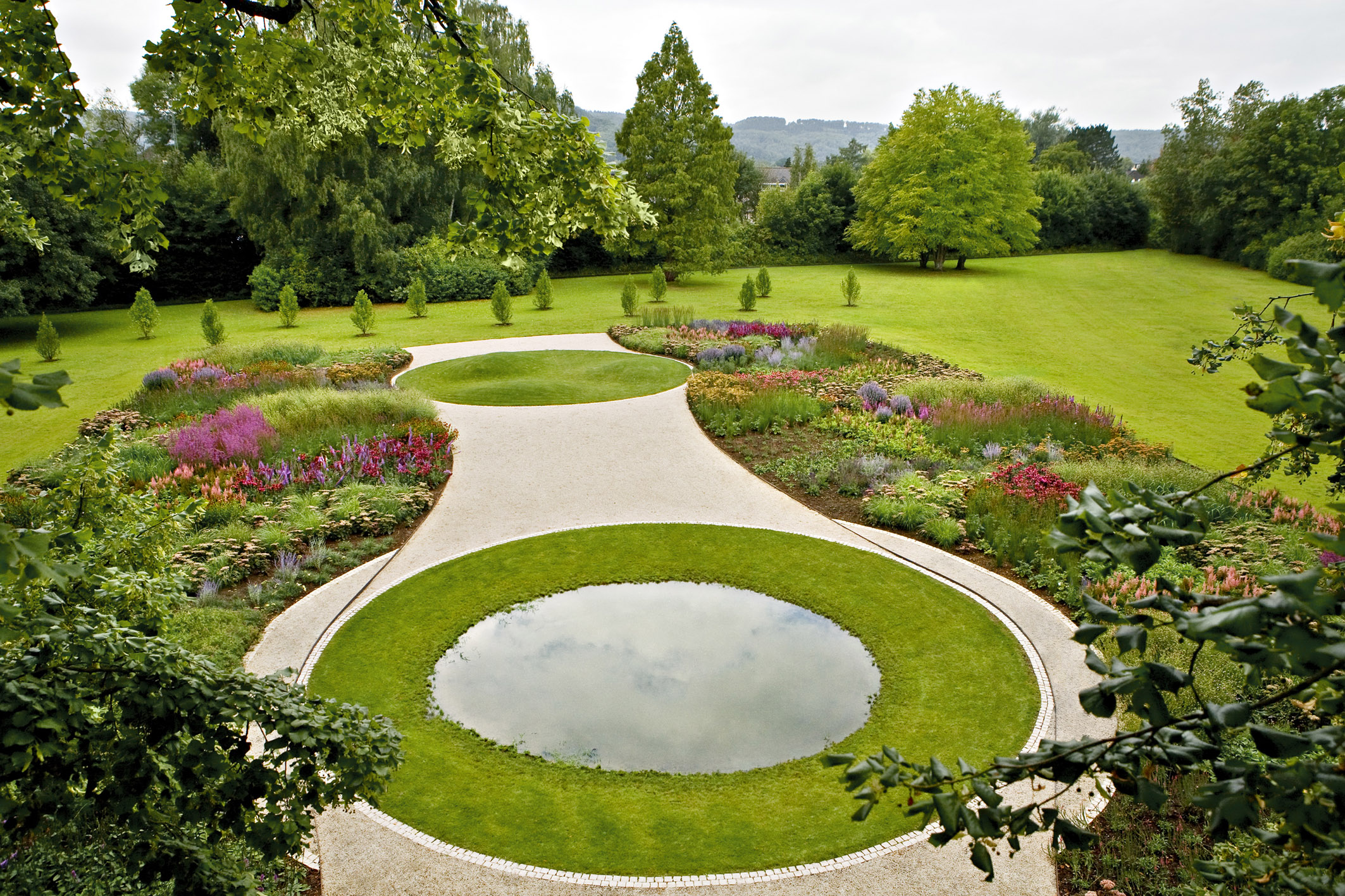

Piet Oudolf (* 27. října 1944, Haarlem) je nizozemský zahradní architekt, školkař a spisovatel.
Žije a pracuje od roku 1982 v Hummelo v Gelderland. Je hlavní postavou z hnutí "New Perennial", používajícího záhony trvalek a travin, které byly vybrány pro jejich struktury a také jejich barvu květu. Zejména ve Švédsku, Velké Británii a ve Spojených státech si svou prací získal značný věhlas. je ho nejznámějším dílem je úprava památníku na počest osob které zemřely při útocích 11. září 2001.
Piet Oudolf, Henk Gerritsen z Prionatuinen a malíř/návrhář Ton ter Linden jsou považováni za nejvýznamnější zástupce „holandské vlny“. Zdrojem jejich inspirace jsou přírodní rostlinná společenstva, umění a roční období.
Seznam projektů na jejichž úpravě se Piet Oudolf podílel, zahrnuje objekty v různých zemích po celém světě. Například navrhl úpravy High Line (New York City, 2006), Battery Park (New York City, 2003), ABN AMRO Bank (Nizozemí, 2000), Hoogeland (Nizozemsko, 2001), Lurie Garden, gigantická zelená střecha v Millenium park (Chicago, 2003 - s Kathryn Gustafson) a Scampston Hall (Anglie, 2002–2003). Je designérem interiéru zahrady Serpentine Gallery Pavilion v Londýně, kde spolupracoval se švýcarským architektem Peterem Zumthorem.

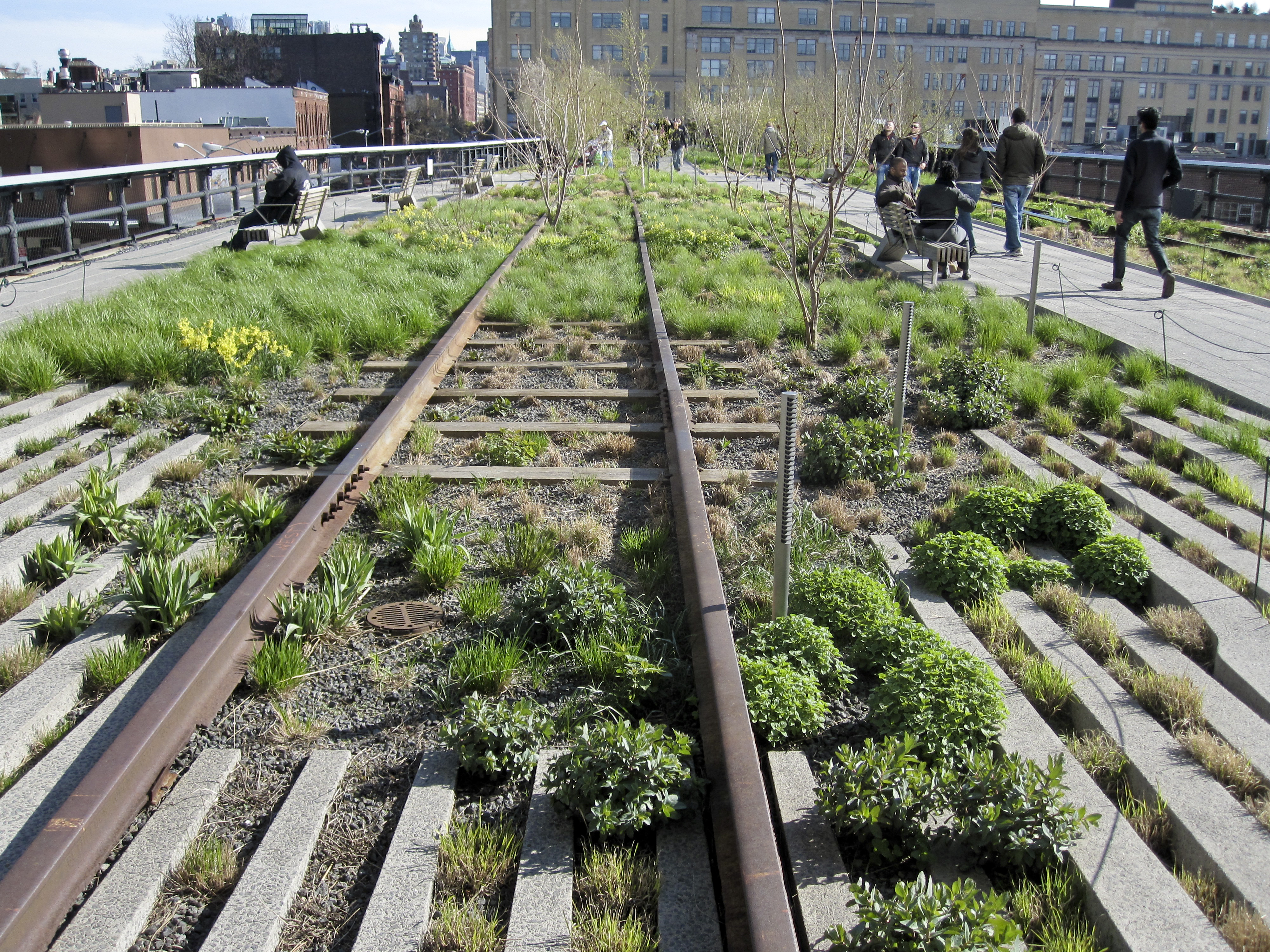

Jeho vlastní zahrada, v Hummelo, nedaleko Arnhemu v Nizozemí, byla vytvořena v roce 1982, ale prošla mnoha změnami, které odrážejí Oudolfův neustále se rozvíjející styl. Původně byla navržena s řadou tisů (Taxus baccata), živými ploty, které odrážejí Oudolfův architektonický styl.

## Život
Piet Oudolf původně pracoval v restauraci svých rodičů jako číšník a barman, a později jako obchodník s rybami a také jako dělník v ocelárně. Ve věku 25 let začal pracovat pro zahradního architekta a nakonec on sám navrhoval zahrady. V roce 1977 založil společně s manželkou Anjou v Haarlemu firmu Firma für Gartengestaltung (Společnost pro zahradní design) a společnost Future Plants, která pěstovala okrasné rostliny pro zahrady a zelené plochy.

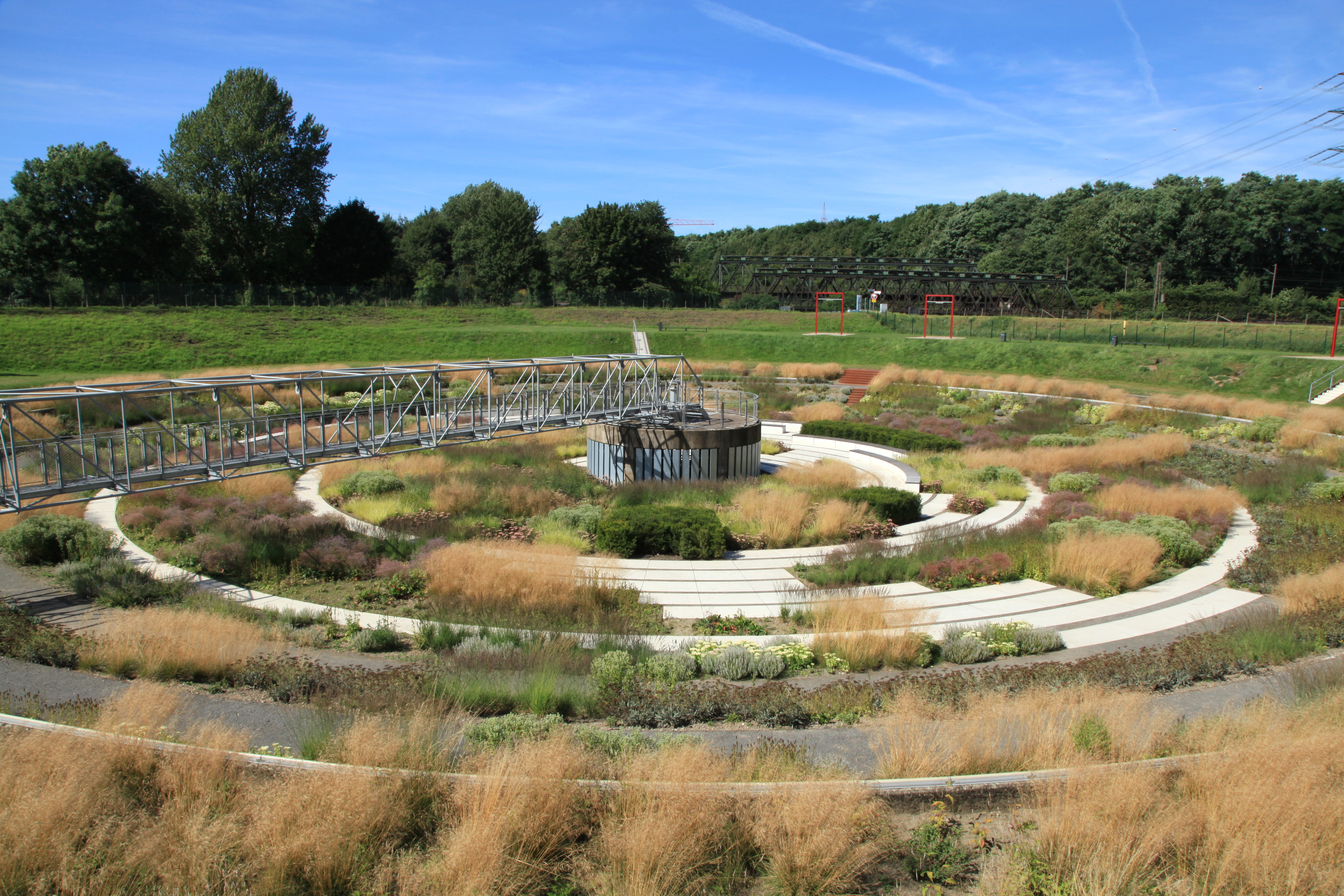
Bernepark, po realizaci
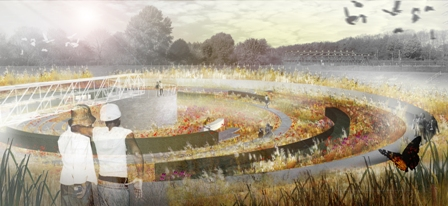
Vizualizace návrhu Pieta Oudolfa.
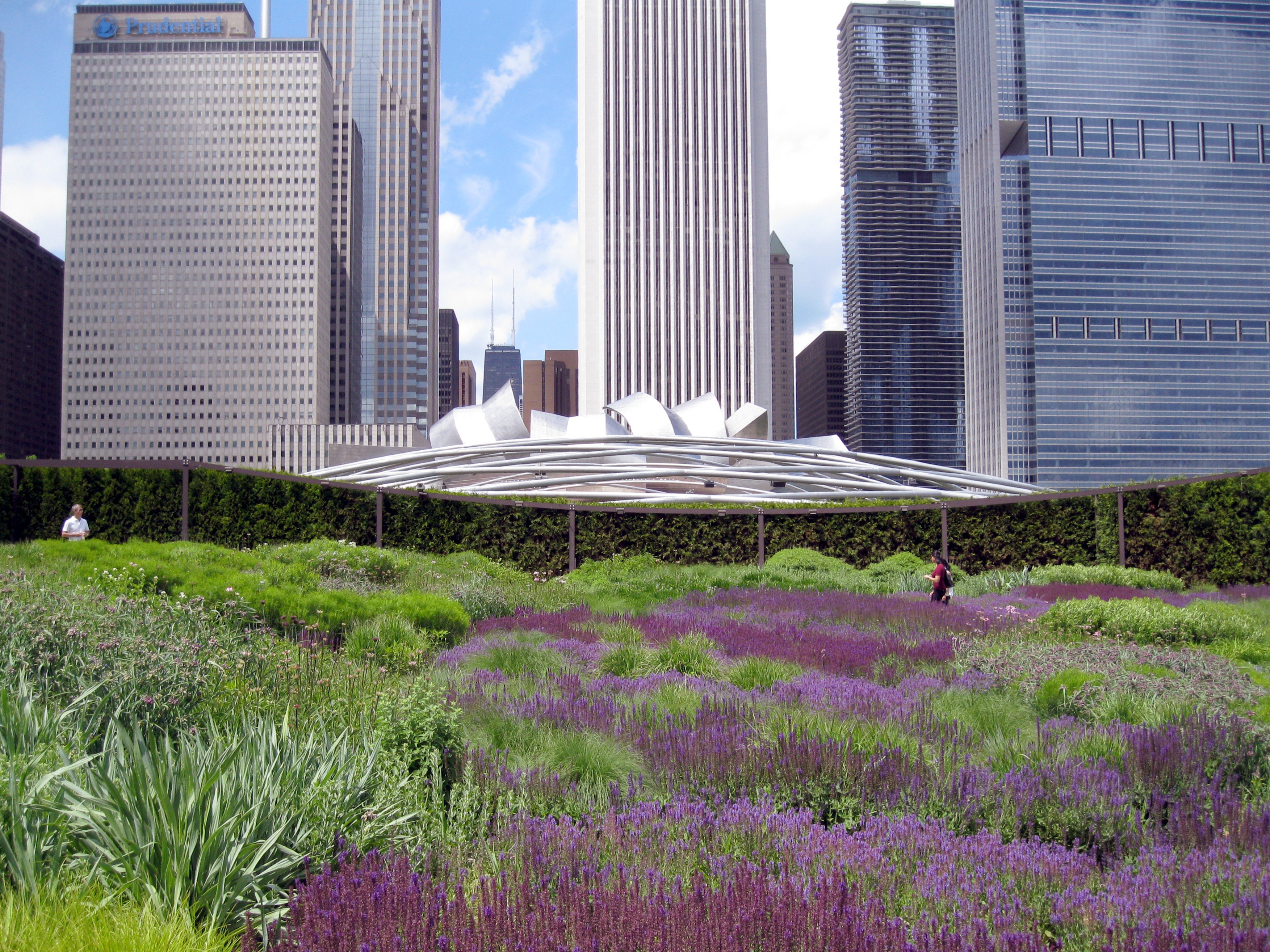
Lurie Garden v Millennium Park, v Chicago, USA.

Návštěva Beth Chatto v Essexu jej povzbudila, dokonce provozoval zahradnickou školku. V roce 1982 v Hummelo, v oblasti Gelderland, založil okrasné školky De Koesterd. Později Oudolf vlastnil testovací pole, které bylo obhospodařováno místním zemědělcem [5] a sbíral semena rostlin na Balkáně Firma byla zavřena dne 15. listopadu 2010. Oudolf žije se svou ženou na statku z roku 1850, který dali zrekonstruovat. Od té doby působí pouze jako zahradní architekt.

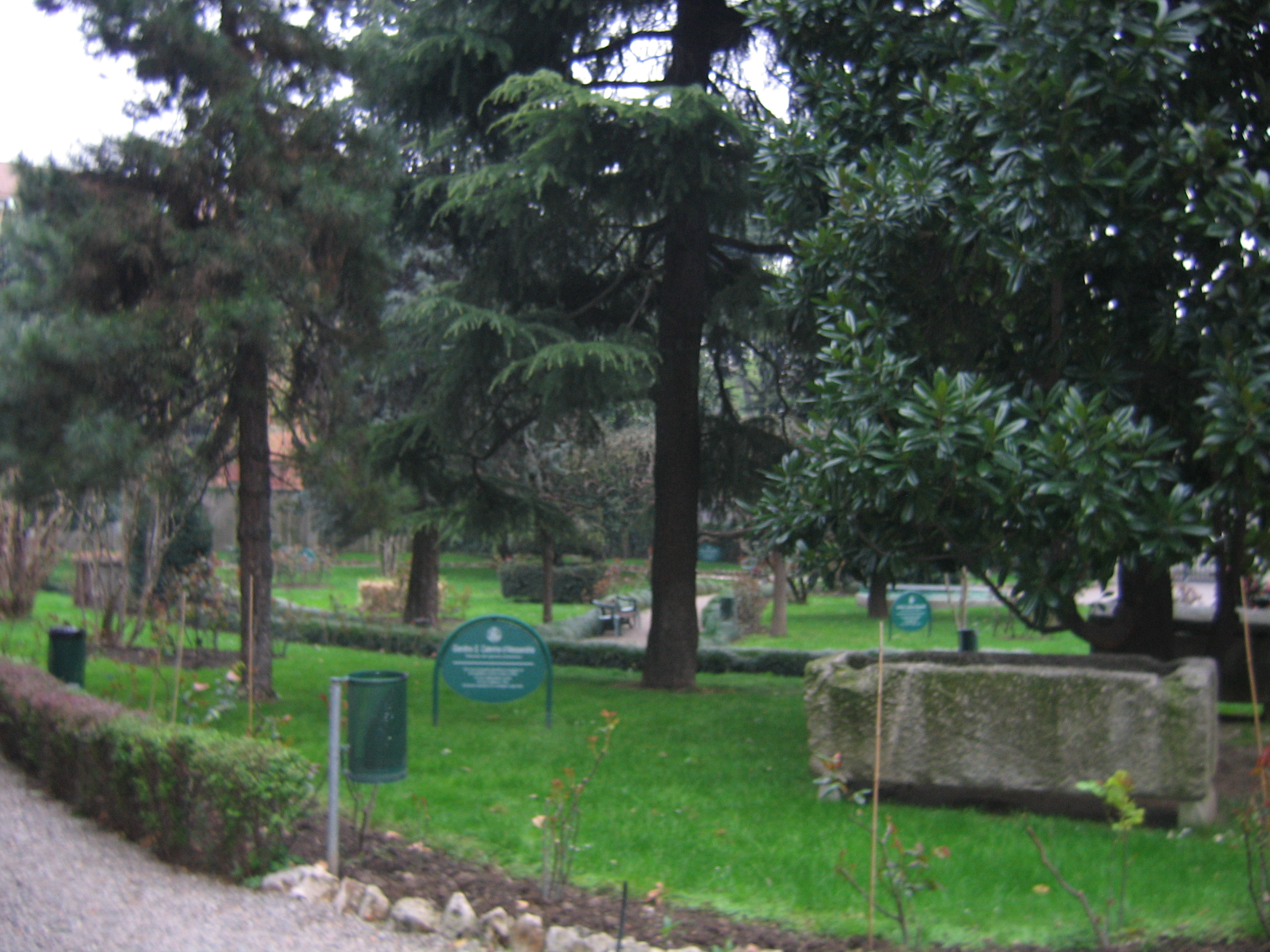
"Giardino delle vergini", zahrada univerzity v Miláně, vstup povolen jen ženám.

## Styl práce
Oudolf byl zpočátku silně ovlivněn Mien Ruys, v letech okolo 1990 ale převzal mnohem přirozenější styl ("New wave planting"). Tyto výsadby napodobovaly prostředí prérie v severoamerickém stylu používajícího trvalky Wolfganga Oehme a stylu ekologických zahrad v Hermannshof v Weinheim a Weihenstephanu. Zahrada v Hesmerg je na přechodu mezi jeho raným a pozdějším stylem. Jeho současný styl je popisován jako "nový naturalismus" (New naturalismus). Rick Darke „The Encyclopedia of Grasses for livable Landscapes“, řadí mezi své oblíbené knihy. Podle Johna Brookese navazuje na některé tradice Karla Foerstera.

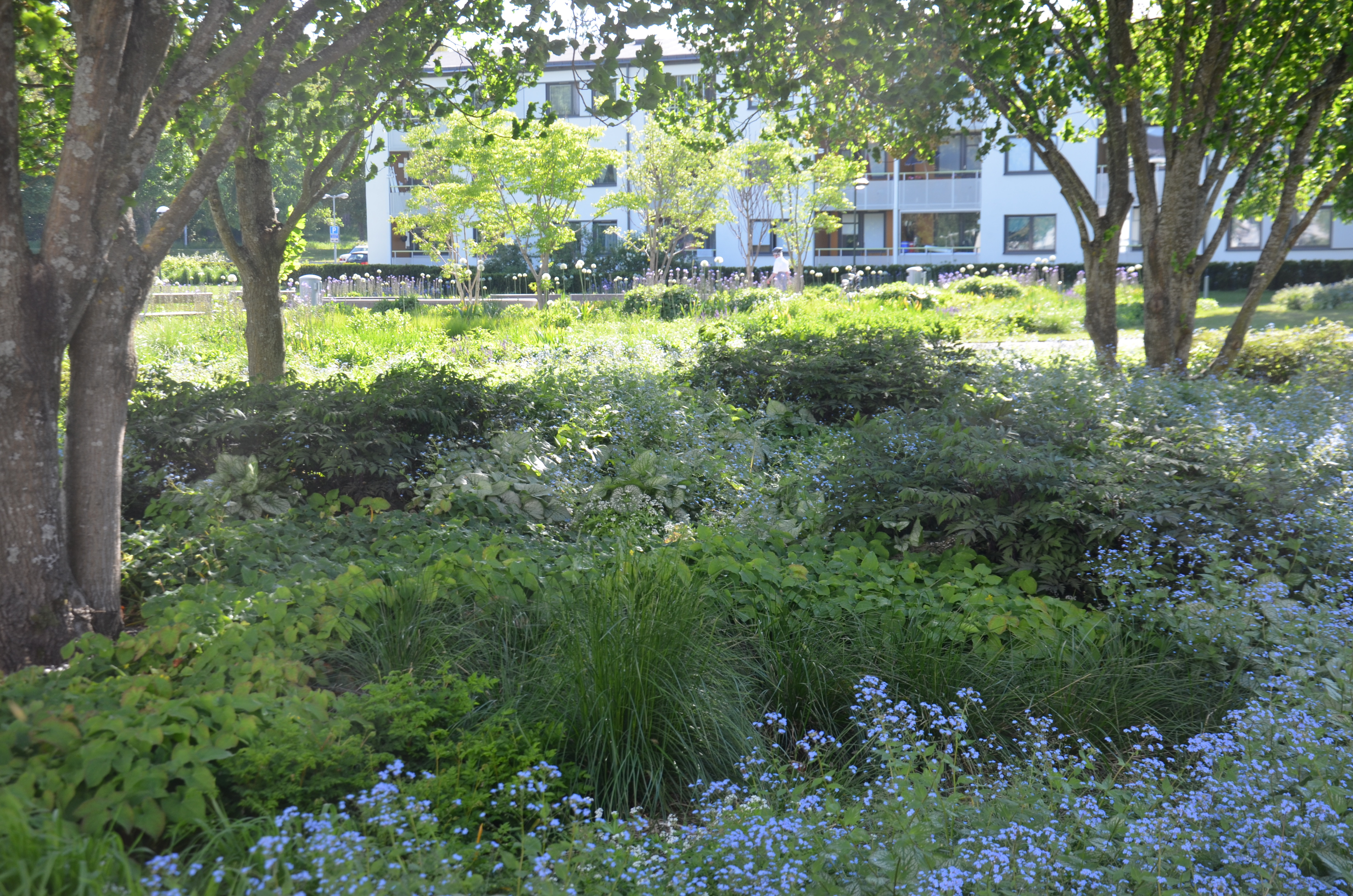
Perennpark, Skärholmen

Používá ve svých zahradách hlavně trávy a keře. Trávy podle něj vnáší spontánnost a divokost do zahrady. Tvrdí, že vidí zahradu ne jako dekorace, ale jako proces. Jeho zahrady působí vzhledem po celý rok, a to i v zimě. Trvalky s dramatickými plodenstvími jsou proto vysazovány přednostně a suchá plodenství nejsou na podzim odstraněny,rozklad rostlin používá jako malebný romantický prvek. Kvetoucí rostliny nemusí být nutně v popředí, ale Oudolf přikládá velký význam sladění barevnosti. Ačkoli Oudolf barevnost vidí jako méně důležitou než struktury, jeho zahrady lze rozpoznat podle většinou charakteristických kombinací lila fialové, purpurové a oranžové, a různých odstínů hnědé.

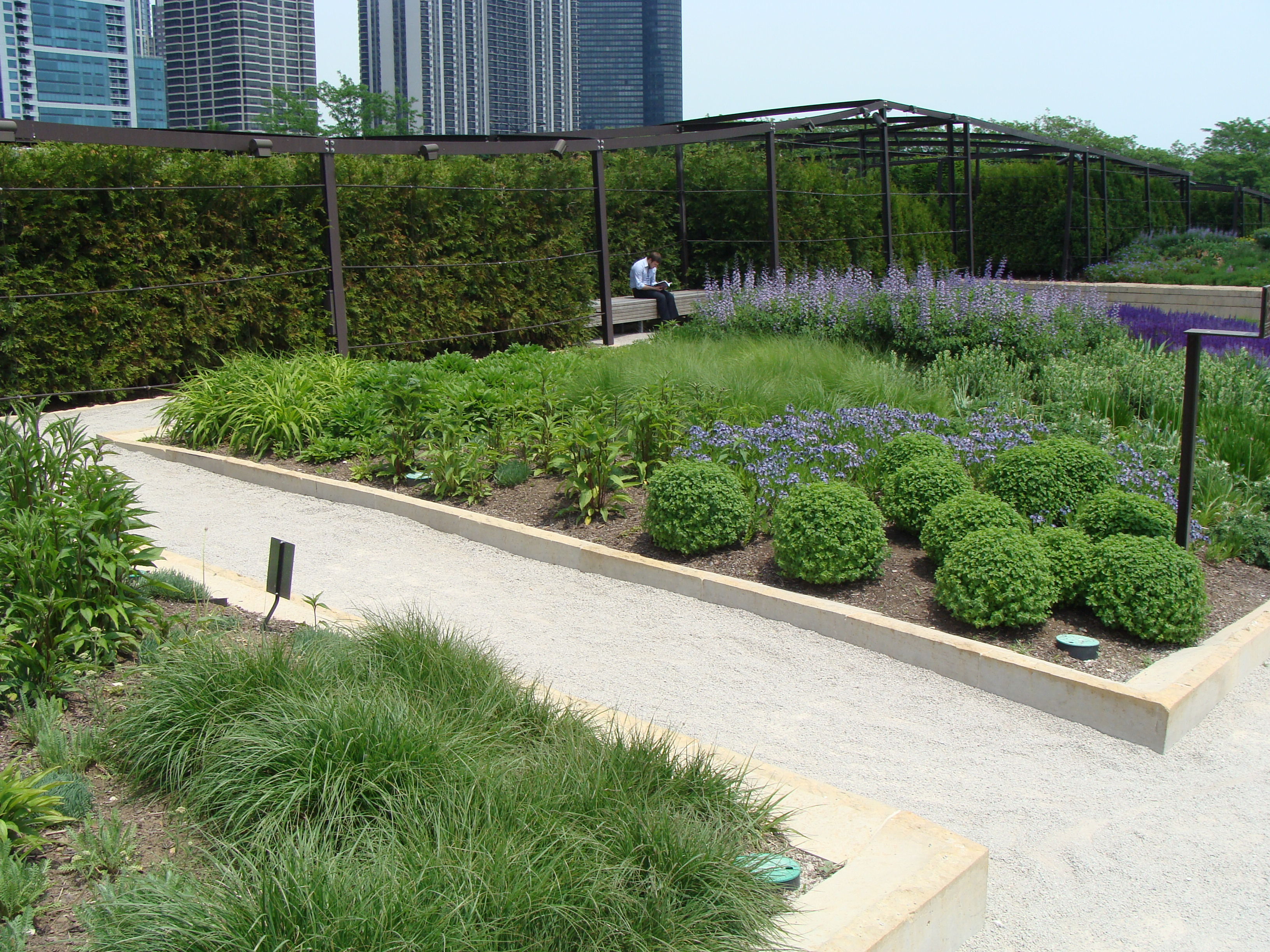
Lurie Garden, nejznámější dílo autora v Chicagu.

Oudolfa zajímalo, jak zahrada funguje jako ekosystém, a jak je zde možné napodobit přirozená společenstva rostlin. Barva se stále zkouší náhodně.
Oudolf také používá formální úpravy pomocí tisu nebo zimostrázu v neo-formalistickém stylu, ale často mají zvlněnou formu (Hummelo, Thews), a tím působí nenásilně. Tento styl je na počátku 21. století napodobován až do omrzení. V Hummelo také zasadil sloupce zastřiženými tisy, v zahradě v Boon velké bloků přesně zastřiženého tisu. Roy Strong nazval tento styl „zvlněné baroko“.

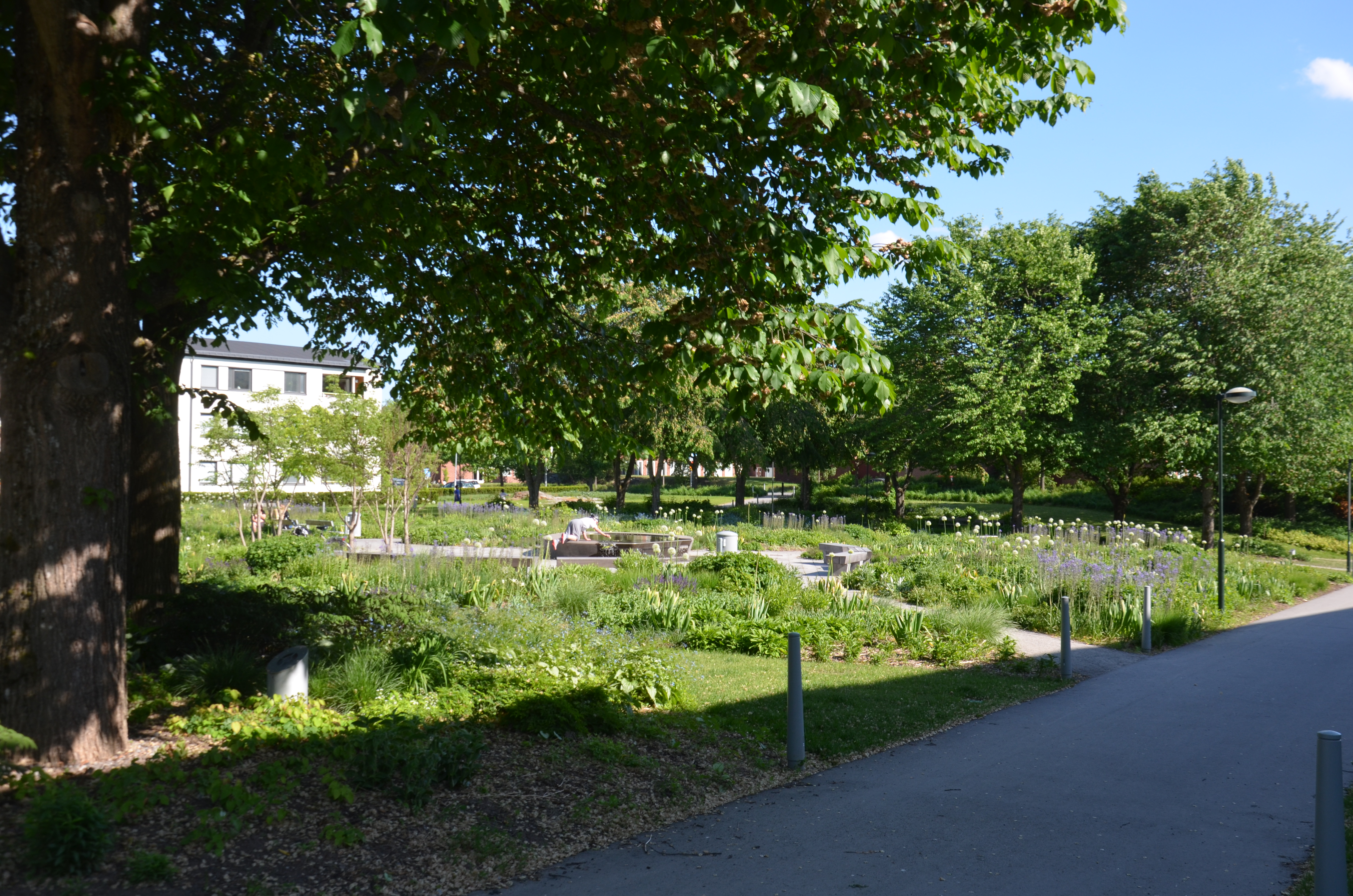
Perennparken Skärholmen

Mezitím Oudolf jak centrální tisové živé ploty (1996) tak zvlněné živé ploty na konci zahrady odstranil[18] a nahradil trávník letničkami (2003).

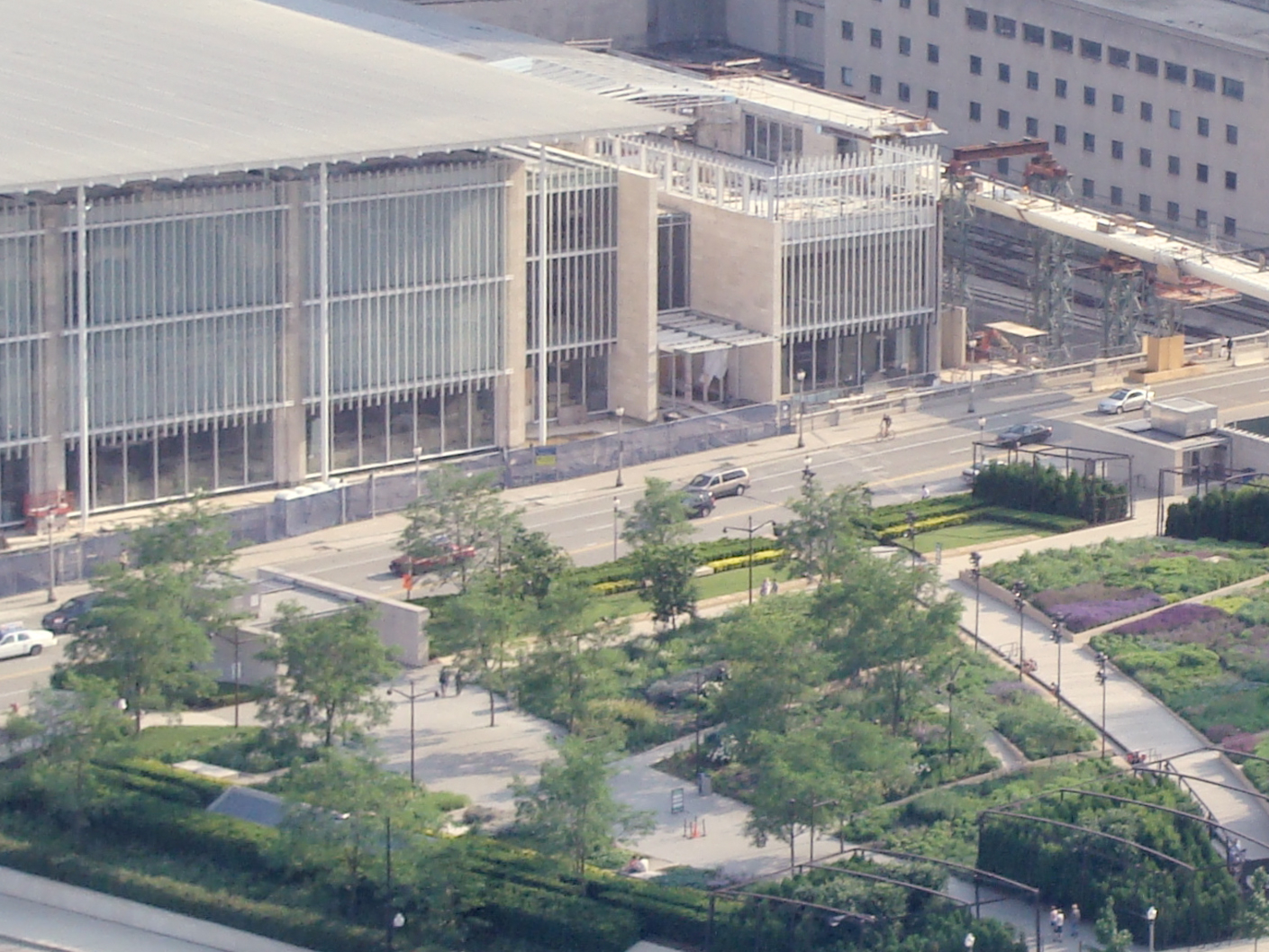
Lurie Garden

Jeho první anglická zahrada byla založena v roce 1996 v Bury Court v North Hampshire jako ukázková zahrada John Cokese, zahradnictví Green Farm Plants. Měla ukázat zákazníkům využití řady rostlin. Tato zahrada je velmi nezvykle upravena, je-li brán v úvahu klasický styl práce Oudolfa, protože obsahuje mnohem více různých druhů, než je běžně používá ve své novější práci. Na zahradě je rybník a malé štěrkové zahrady. Zahrada bylo neobvyklá na anglické poměry, protože obsahovala mnoho travin - Miscanthus ch., Deschampsia cespitosa a Stipa gigantea. Pro Tima Richardsona byla okamžikem, ve kterém byla modernistická přísnost změkčena vábením velkých květin a vnímavostí pro povrchy, a také současně ovlivnila přežívající klasickou anglickou tradici romantické venkovské zahrady. Zahrada byla magnetem pro Angličany, kteří se zajímali o moderní zahradní úpravy. Zahrada byla zavřena v roce 2004, od té doby je zahrada přístupná pro veřejnost jen několik dní v roce.

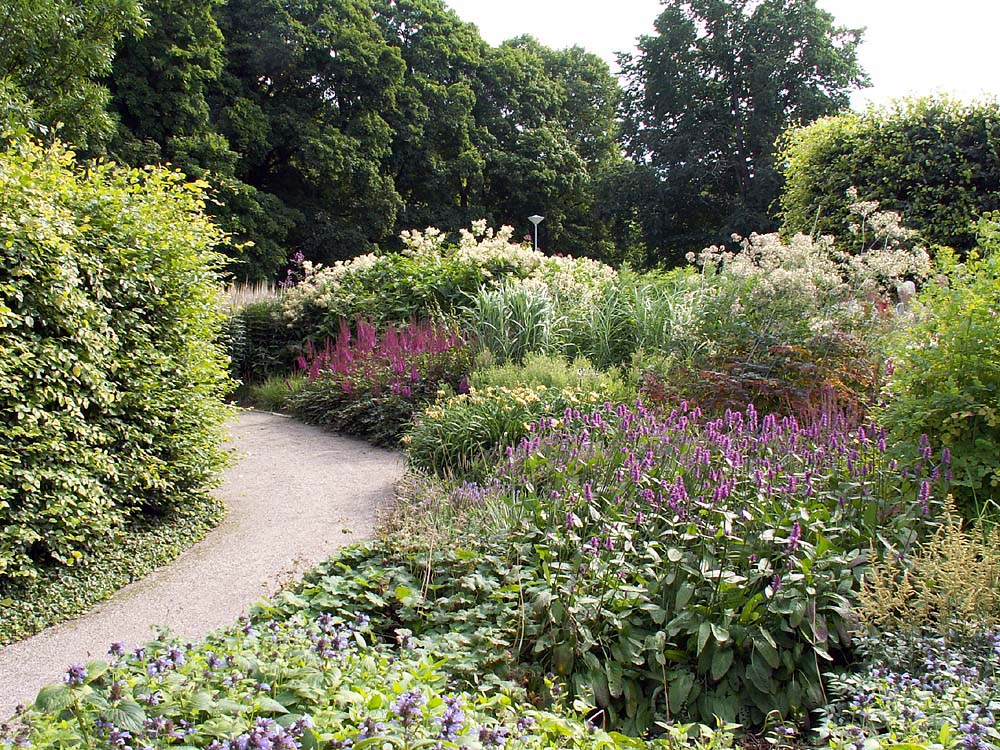
Trvalkové záhony v Enköping.

Většina zahrad upravená Oudolfem se nachází v klimatu ovlivňovaném blízkostí moře, v západní Evropě a USA. Nicméně vytvořil i středomořské zahrady, včetně zahrady v Barceloně (2007), kde pracoval především s cypřiši a travinami. Noel Kingsbury to považuje za zavádění moderních zahrad v oblasti Středozemního moře, v místech, kde převládá stále ještě dominantní zastaralý neoklasicismus.
Piet Oudolf často používá kruhovité vzory, stejně jako v Hummelo a Bury soud, kulaté vodní plochy, jako v roce 1996 v Thews, v zahradě ve Šlesvicku-Holštýnsku [27] záhony nebo kulaté rabata, stejně jako v Bad Driburg nebo nově upravené zahradě v Hummelo.

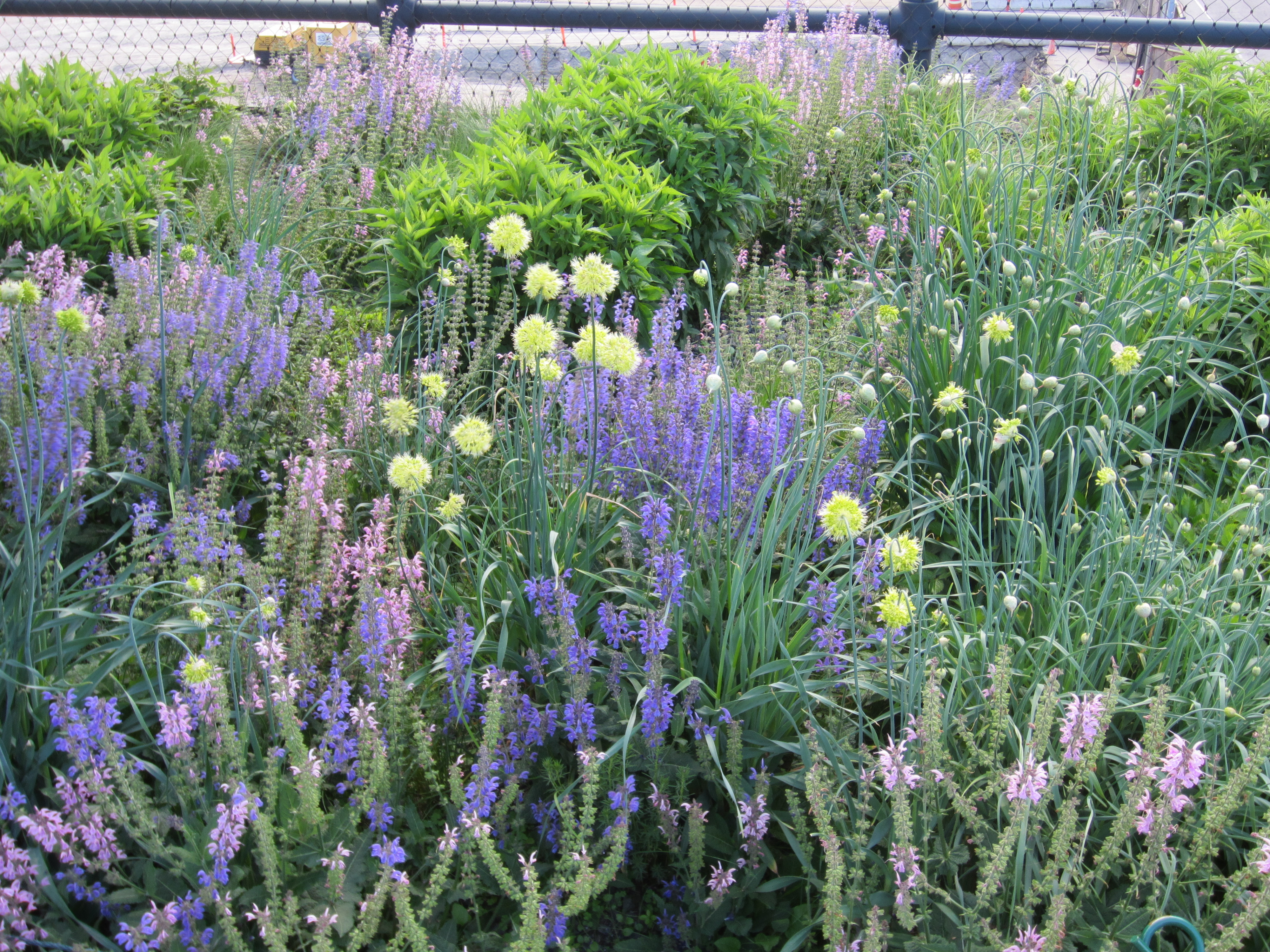
High Line, New York
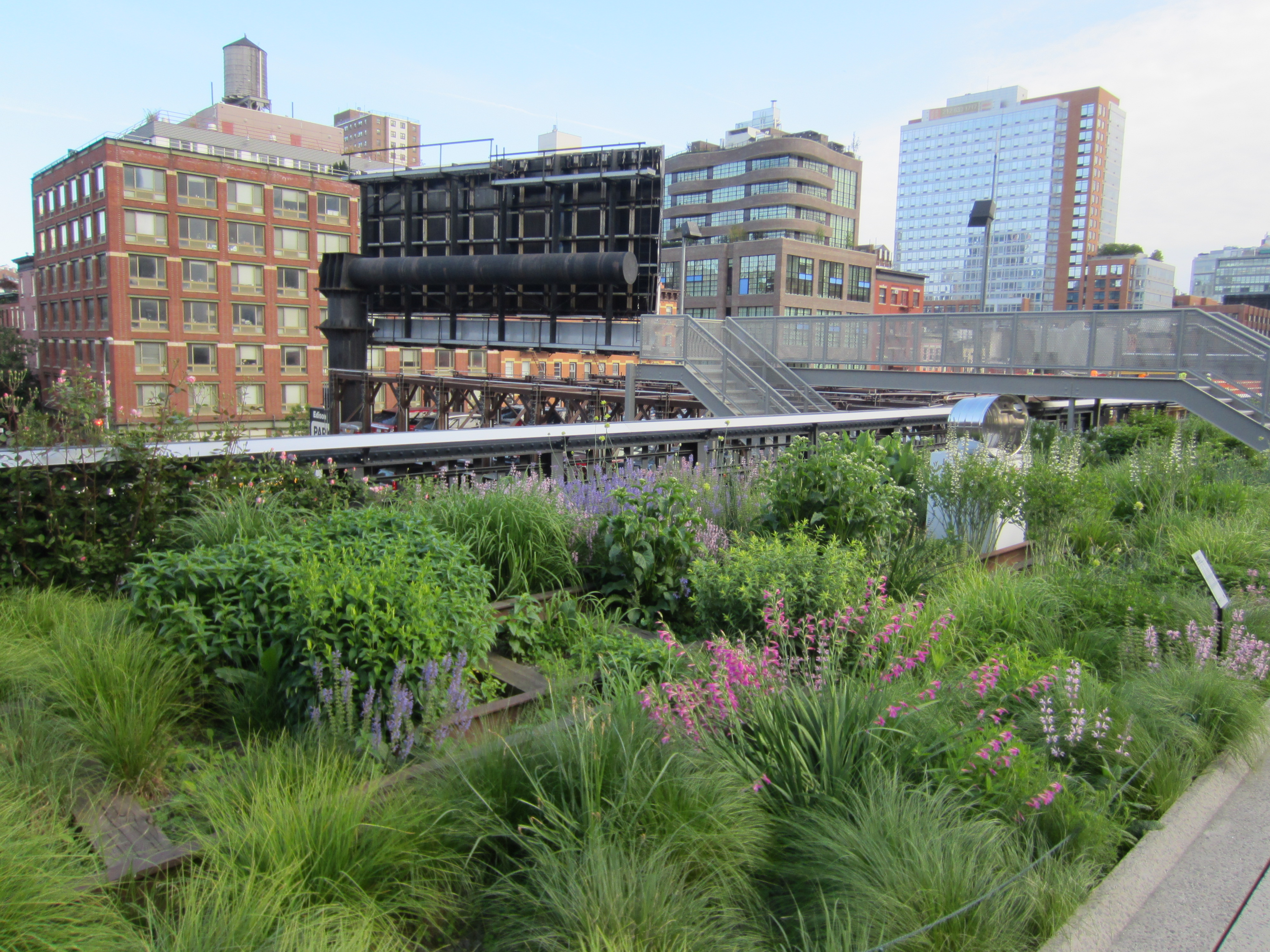
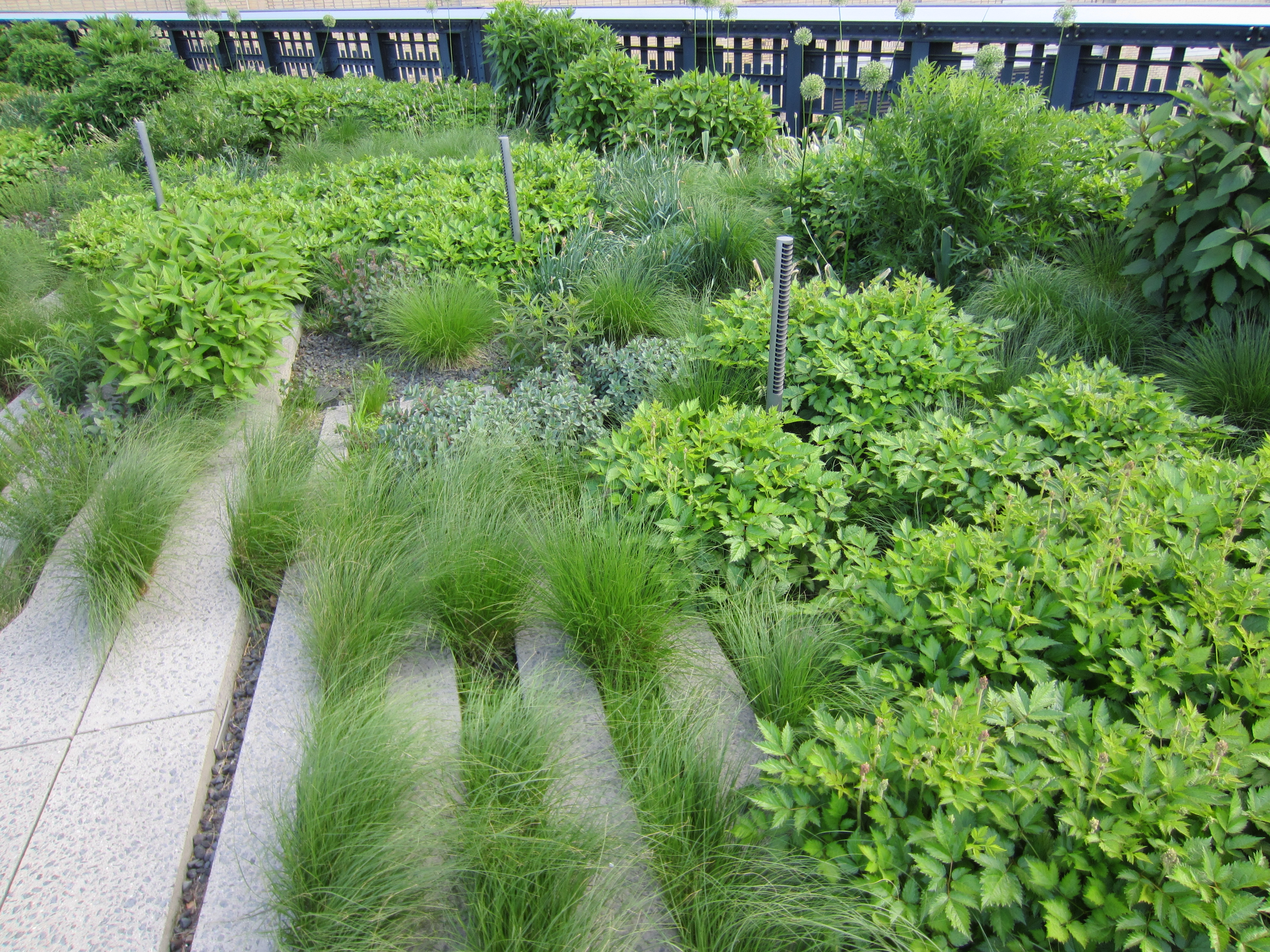
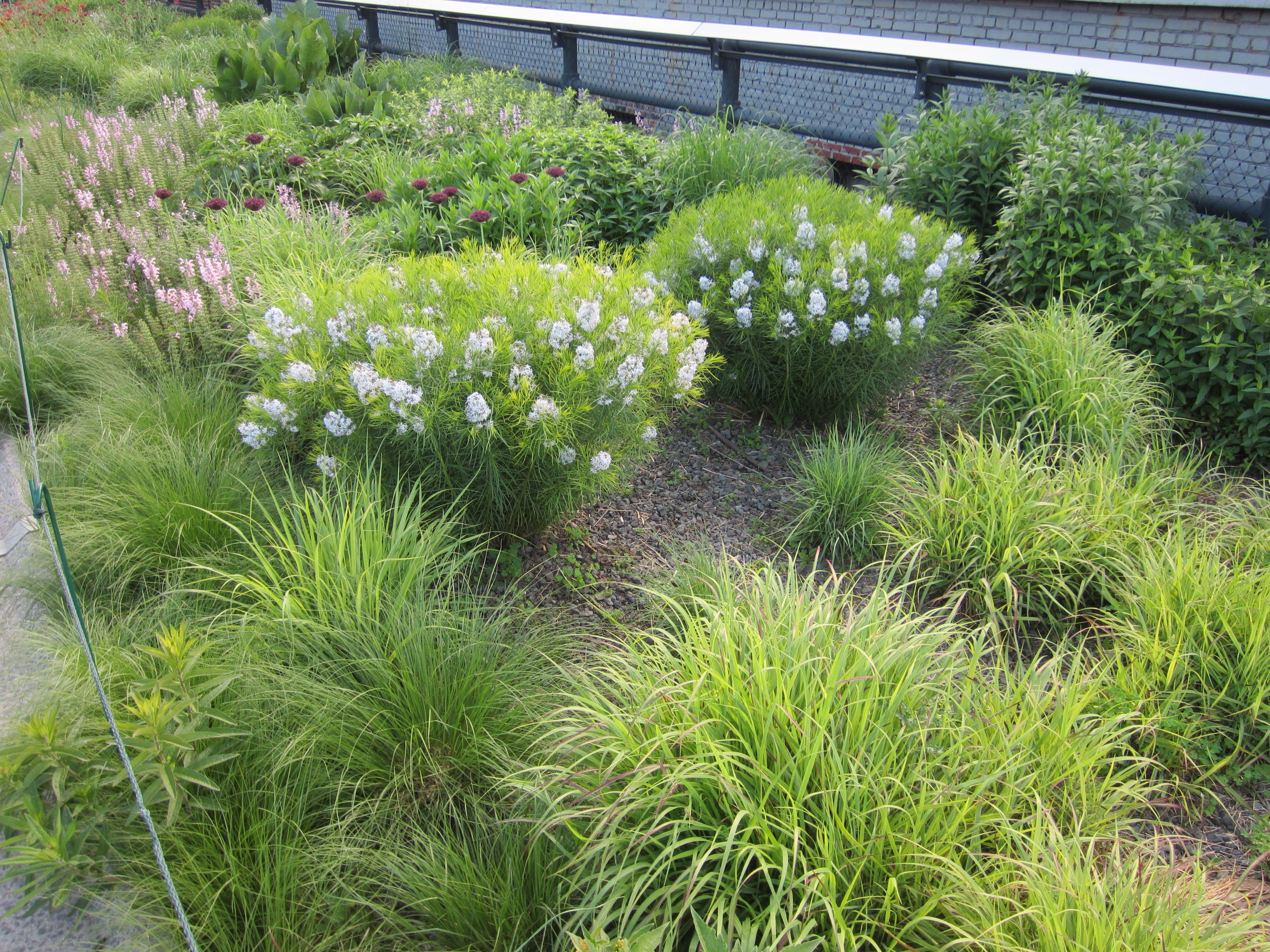
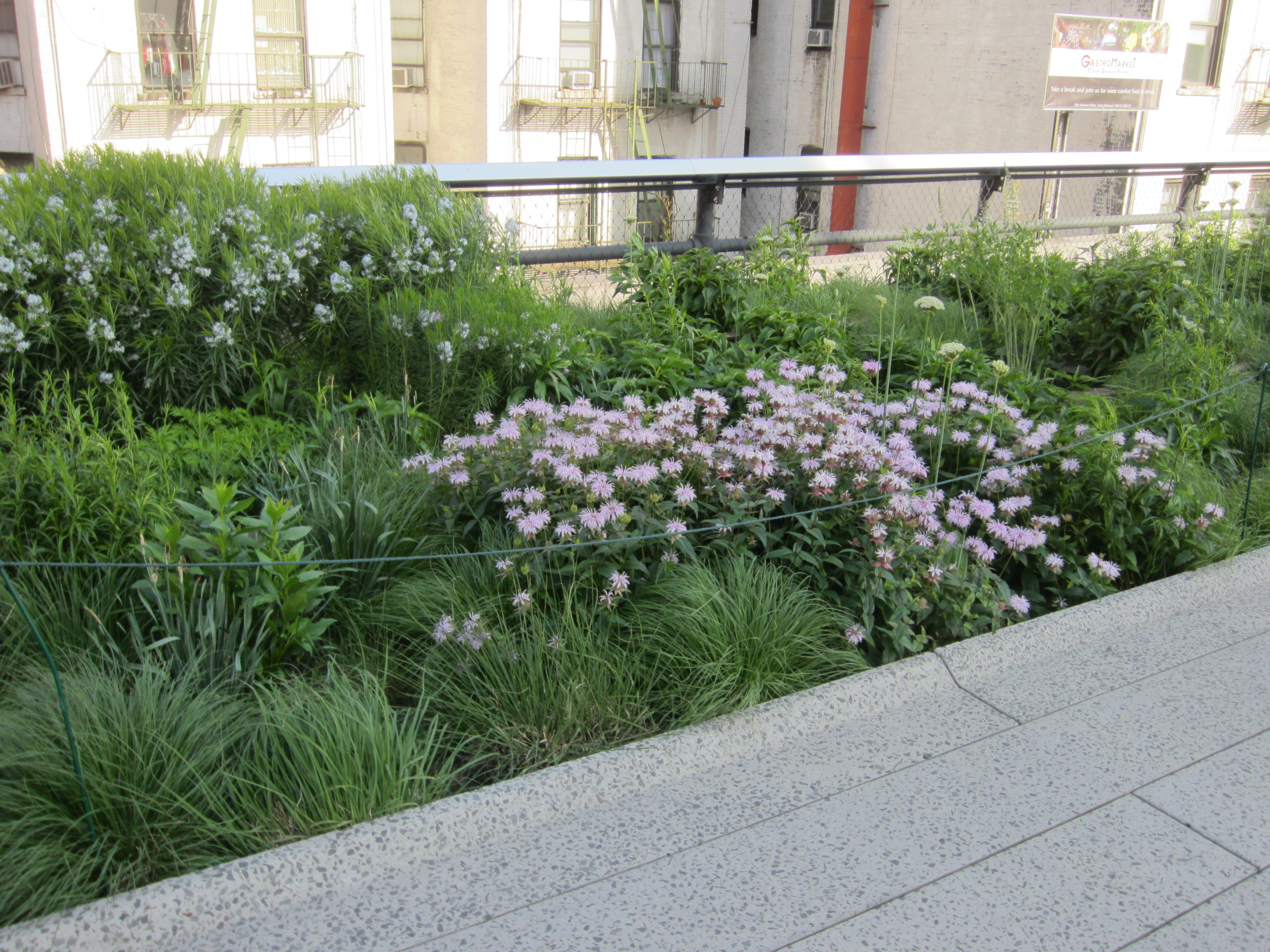

## Dílo

### Kultivary
- Salvia "Purple Rain"
- Stachys officinalis "Hummelo"

### Knihy
Mezi jeho knihy patří "New Perennial" (1998) (s Michaelem Kingem a Beth Chatto),Dream Plants for the Natural Garden (2000) a Planting the Natural Garden (2003) (obě Henk Gerritsen) Designing With Plants (1999), Planting Design: Gardens in Time and Space(2005) (oba Noel Kingsbury) a Landscapes in Landscapes (2011) a nejnovější Planting: A New Perspective (Timber Press, 2013).

### Nizozemí
- Amsterdam, náměstí Gustav Mahlerplein
- vstup do botanické zahrady van De Uithofa v Utrechtu
- Witteveen Garten, Rotterdam
- veřejné zahrady Reumaverpleeghuis (Dům s pečovatelskou službou) v Rotterdamu
- Boon Garten, Oostzaan, 2000, 2500 m²
- Hesmerg Garten, Sneek, 350 m².
- jeho vlastní soukromá zahrada v Hummelo, 1982, 10.000 m²
- van-Abe Museum, Eindhoven

### Švédsko
- Stadtpark in Enköping 1996–2003, 4000 m²
- Perennparken auf Skärholm, Stockholm 2012, 7500m², mit Stefan Mattson von Svenska Bostäder.

### Velká Británie
- Pensthorpe Waterfowl Trust v Fakenham, Norfolku
- zámecké zahrady v Hampton Court Palace v Londýně
- historický park v Stoke-on-Trent (spolu s Tomem Stuartem Smithem)
- design malého parku Potter's Field Park vedle Tower Bridge v Londýně, 2007.
- Bury Court, Hampshire 1996–1998
- Scampston Hall, Yorkshire 2004
- Millenium Garden v Pentsthorpe nad Fakenham, Norfolk[39]
- Queen Elizabeth Olympic Park, London 2012
- RHS Wisley
- Serpentine Gallery, Hyde Park, London 2012

### USA
- Územní plán pro Battery Parku na Manhattanu v New Yorku.
- Návrh realizace 'Gardens of Remembrance' a 'Bosque' (což zahrnuje 6 .000 m2 plochy s platany)
- High Line v New Yorku, nové sídlo Goldman Sachs v New Yorku, Lurie Garden v Millenium Park v Chicagu.

### Ostatní
- Kanada: Úprava vstupu do botanické zahrady v Torontu
- Irsko: Country Cork Garden, 5500 m²
- Itálie: Il Giardino delle Vergini, Venedig 2010, 2000 m² společně s Kazuyo Sejima
- Švédsko: Dream Park v Enköpingu, přístavní promenáda v Ryd a Trädgårdsföreningens park v Göteborgu.